# NGC 1466
NGC 1466 (другое обозначение — ESO 54-SC16) — старое шаровое скопление в созвездии Южной Гидры. Является частью Большого Магелланова Облака.
Этот объект входит в число перечисленных в оригинальной редакции «Нового общего каталога».
В скоплении обнаружено 62 переменные звезды, в том числе 1 цефеида.
Металличность скопления очень низка ([Fe/H] = −1,9, что соответствует содержанию металлов 1,3% от солнечного). Имеются свидетельства уширения главной последовательности, что говорит о неоднородности звёздного населения в скоплении.